# Acid canrenoic
Axit canrenoic là một antimineralocorticoid steroid tổng hợp mà không bao giờ được bán trên thị trường.